# Living in the Past (singolo)
Living in the Past  è un singolo del 1969 dei Jethro Tull, composta da Ian Anderson, pubblicata su 45 giri.